# Michel Lateste
Michel Lateste (* 8. August 1946 in Treillères) ist ein ehemaliger französischer Autorennfahrer.

## Karriere als Rennfahrer
Michel Lateste war von 1974 bis 1988 als Rennfahrer aktiv. Am intensivsten war sein Engagement beim 24-Stunden-Rennen von Le Mans, wo er zwischen 1974 und 1988 10 Mal am Start war. Sein bestes Ergebnis im Schlussklassement war der 20. Rang 1983. Abseits von Le Mans war sein größter Erfolg im Sportwagensport der 11. Endrag beim 360-km-Rennen im Sandown Park 1988.
Lateste bestritt auch einige Monopostorennen. 1981 wurde er Gesamtachter in der Französischen Formel-3-Meisterschaft.

## Statistik

### Le-Mans-Ergebnisse
| Jahr | Team                            | Fahrzeug     | Teamkollege      | Teamkollege            | Platzierung     | Ausfallgrund         |
| ---- | ------------------------------- | ------------ | ---------------- | ---------------------- | --------------- | -------------------- |
| 1974 | Michel Dupont Scato             | Lola T284    | Heinz Schulthess |                        | Ausfall         | Motorschaden         |
| 1975 | Philippe Mettetal               | Tecma PHM755 | Jean Ragnotti    |                        | Ausfall         | Zündung              |
| 1976 | José Thibault                   | Lenham       | José Thibault    | Alain Hubert           | Disqualifiziert |                      |
| 1978 | Dominique Lacaud                | Lola T297    | Dominique Lacaud | Jean-François Auboiron | nicht klassiert |                      |
| 1979 | Kores Racing - France Chauffage | Lola T297    | Dominique Lacaud |                        | Ausfall         | Kupplungsschaden     |
| 1982 | Michel Lateste                  | URD C81      | Hubert Striebig  | Jacques Heuclin        | Ausfall         | Motorschaden         |
| 1983 | Michel Lateste                  | Porsche 930  | Raymond Touroul  | Michel Bienvault       | Rang 20         |                      |
| 1984 | Michel Lateste                  | Porsche 930  | André Gahinet    | Michel Bienvault       | Ausfall         | Zylinderschaden      |
| 1987 | Automobiles Louis Descartes     | ALD 02       | Sylvain Boulay   | Gérard Tremblay        | nicht klassiert |                      |
| 1988 | Automobiles Louis Descartes     | ALD 04       | Sylvain Boulay   | Gérard Tremblay        | Ausfall         | Zylinderkopfdichtung |